# Slaget vid Radom
Slaget vid Radom var ett fältslag under Karl X Gustavs polska krig, mellan Sverige och Polen. Sverige vann.